# Mario Party 7
Mario Party 7 (w Stanach Zjednoczonych wydana także jako Mario Party 7 Bundle) – japońska konsolowa gra wyprodukowana przez Hudson Soft. Gra została wydana przez Nintendo w 2005 i 2006 roku na konsolę Nintendo GameCube.

## Rozgrywka
Mario Party 7 jest grą zręcznościową. Opracowanych zostało 80 trybów gry. Gracz może wykorzystać specjalny mikrofon podłączony do drugiego portu karty pamięci w konsoli GameCube Nintendo tak jak było to w poprzedniej części. W grze występują postacie m.in. Mario, jego brat Luigi, Yoshi, Księżniczka Peach oraz Wario.